# Jonas Nordquist
Jonas Nordquist (né le 26 avril 1982 à Leksand) est un joueur professionnel suédois de hockey sur glace.

## Biographie

### Carrière en club
En 2000, il commence sa carrière dans l'Elitserien avec son club formateur du Leksands IF. Il est choisi en seconde ronde en 49e position par les Blackhawks de Chicago lors du repêchage d'entrée dans la Ligue nationale de hockey. Il a évolué une saison en Amérique du Nord en 2006-2007 disputant trois matchs avec les Blackhawks et étant assigné le reste du temps au club-école des Admirals de Norfolk dans la Ligue américaine de hockey.

### Carrière internationale
Il représente la Suède au niveau international. Il a remporté la médaille d'or au championnat du monde 2006.

## Statistiques

### En club
| Saison     | Équipe                | Ligue       |    | Saison régulière | Saison régulière | Saison régulière | Saison régulière | Saison régulière |    | Séries éliminatoires | Séries éliminatoires | Séries éliminatoires | Séries éliminatoires | Séries éliminatoires |
| Saison     | Équipe                | Ligue       | PJ | B                | A                | Pts              | Pun              | PJ               | B  | A                    | Pts                  | Pun                  |                      |                      |
| 1999-2000  | Leksands IF           | Elitserien  | 3  | 0                | 0                | 0                | 0                |                  |    |                      |                      |                      |                      |                      |
| 2000-2001  | Leksands IF           | Elitserien  | 35 | 2                | 2                | 4                | 4                | --               | -- | --                   | --                   | --                   |                      |                      |
| 2001-2002  | Leksands IF           | Allsvenskan | 37 | 8                | 6                | 14               | 16               |                  |    |                      |                      |                      |                      |                      |
| 2002-2003  | Rögle BK              | Allsvenskan | 41 | 16               | 22               | 38               | 8                |                  |    |                      |                      |                      |                      |                      |
| 2003-2004  | Luleå HF              | Elitserien  | 47 | 13               | 11               | 24               | 18               | 3                | 0  | 0                    | 0                    | 2                    |                      |                      |
| 2004-2005  | Luleå HF              | Elitserien  | 49 | 16               | 16               | 32               | 12               | 4                | 1  | 1                    | 2                    | 0                    |                      |                      |
| 2005-2006  | Luleå HF              | Elitserien  | 46 | 19               | 22               | 41               | 30               | 6                | 1  | 2                    | 3                    | 6                    |                      |                      |
| 2006-2007  | Admirals de Norfolk   | LAH         | 65 | 15               | 26               | 41               | 18               | 6                | 3  | 4                    | 7                    | 0                    |                      |                      |
| 2006-2007  | Blackhawks de Chicago | LNH         | 3  | 0                | 2                | 2                | 2                | --               | -- | --                   | --                   | --                   |                      |                      |
| 2007-2008  | Frölunda HC           | Elitserien  | 45 | 9                | 19               | 28               | 37               | 7                | 0  | 2                    | 2                    | 6                    |                      |                      |
| 2008-2009  | Frölunda HC           | Elitserien  | 37 | 8                | 6                | 14               | 6                | --               | -- | --                   | --                   | --                   |                      |                      |
| 2009-2010  | Brynäs IF             | Elitserien  | 33 | 5                | 14               | 19               | 8                |                  |    |                      |                      |                      |                      |                      |
| 2010-2011  | Brynäs IF             | Elitserien  | 50 | 13               | 18               | 31               | 18               | 1                | 0  | 0                    | 0                    | 0                    |                      |                      |
| 2011-2012  | Brynäs IF             | Elitserien  | 48 | 9                | 14               | 23               | 16               | 17               | 1  | 9                    | 10                   | 2                    |                      |                      |
| 2012-2013  | Brynäs IF             | Elitserien  | 44 | 4                | 13               | 17               | 20               | 2                | 0  | 1                    | 1                    | 0                    |                      |                      |
| 2013-2014  | Brynäs IF             | SHL         | 51 | 14               | 21               | 35               | 14               | 5                | 0  | 1                    | 1                    | 2                    |                      |                      |
| 2014-2015  | Brynäs IF             | SHL         | 53 | 6                | 16               | 22               | 8                | 7                | 2  | 2                    | 4                    | 2                    |                      |                      |
| 2015-2016  | EC Klagenfurt AC      | EBEL        | 46 | 3                | 16               | 19               | 14               | 7                | 1  | 1                    | 2                    | 10                   |                      |                      |
| Totaux LNH | Totaux LNH            | Totaux LNH  | 3  | 0                | 2                | 2                | 2                |                  |    |                      |                      |                      |                      |                      |